# Evangelisch-Lutherische Kirche im Südlichen Afrika (Natal-Transvaal)
Die Evangelisch-Lutherische Kirche im Südlichen Afrika (Natal-Transvaal) (ELKSA (NT)) ist eine ursprünglich deutschsprachige evangelische Kirche in Südafrika. Sie wurde 1981 durch die Vereinigung der aus der Berliner Synode hervorgegangenen Transvaalkirche mit der Hermannsburger Kirche (früher Hermannsburger Synode) gebildet und gliedert sich heute in vier Dekanate.
Die Gemeinden, die ihre Gottesdienste auch auf Englisch und Afrikaans halten, befinden sich in den früheren südafrikanischen Provinzen Natal und Transvaal. Zur ELKSA (NT) gehört heute auch die St.-Johannes-Gemeinde im Johannesburger Stadtteil Kelvin, eine Gemeinde skandinavischen Ursprungs.
Die ELKSA (NT) ist Mitglied der Lutherischen Gemeinschaft im südlichen Afrika (LUCSA), im Lutherischen Weltbund (LWB) und im Südafrikanischen Kirchenrat (SACC).